# Torpedodienst
De Torpedodienst was een onderdeel van de Nederlandse Koninklijke Marine van 1870 tot 1978. Onderdelen zoals de Onderzeedienst en de Mijnendienst zijn voortgekomen uit de Torpedodienst. De Torpedodienst moest aanvankelijk alle kleine schepen, waaronder ook de onderzeeboot Hr. Ms. O 1, bemannen, daardoor bestond de Torpedodienst in 1914 uit ruim 1000 man. Na de Tweede Wereldoorlog bestond de Torpedodienst nog maar uit 500 man. In 1978 werd de laatste mechanische torpedo, de MK 8, uitgefaseerd en vervangen door elektrische torpedo's. Tegelijk daarmee werd de Torpedodienst opgeheven, de taken werden als volgt verdeeld:
1. De langetermijnplanning en de voorbereiding van grote materieelaankopen vielen onder de Directie Materieel van de Marinestaf.
2. Techniek en onderhoud werden ondergebracht bij de bewapeningswerkplaatsen van de Koninklijke Marine (na 1990 SEWACO bedrijven).
3. Operationele planning en analyse kwam onder de supervisie van de Commandant der Zeemacht in Nederland.

## Locaties
Tijdens zijn bestaan maakte de Torpedodienst gebruik van de volgende locaties in Nederland: Amsterdam, Hellevoetsluis en Willemsoord in Den Helder. Op deze locaties waren werkplaatsen, ook wel ateliers genoemd, en een inschietbaan waar tests met torpedo's uitgevoerd konden worden, aanwezig. De locaties Amsterdam en Hellevoetsluis werden na 1918 opgeheven en de Torpedodienst werd gecentraliseerd in Den Helder. Tijdens de Tweede Wereldoorlog had de Torpedodienst zijn eigen werkplaats in het Schotse Dundee. Deze werkplaats diende ter ondersteuning van de Nederlandse onderzeeboten die actief waren tijdens de Tweede Wereldoorlog.
Naast locaties in Nederland had de Torpedodienst een locatie in Nederlands-Indië in Soerabaja. Deze locatie heeft dienstgedaan van 1898 tot 1942, toen Soerabaja in handen viel van de Japanse strijdkrachten.
Na de Tweede Wereldoorlog had de Torpedienst nog maar één locatie over, namelijk op de rijkswerf Willemsoord in Den Helder.